# Елизарово (Самарская область)
Елизарово — посёлок в городском округе Сызрань Самарской области.

## История
В 1973 году Указом Президиума ВС РСФСР посёлок Кашпирской РТС переименован в Елизарово.

## География
Находится на побережье р.Волга.

## Население
| 2010 |
| ---- |
| 201  |

## Инфраструктура
Действовала Кашпирская РТС.

## Транспорт
Автодороги. Ближайшая железнодорожная станция — Кашпир находится в селе Кашпир